# Малошуйка (река)
Малошуйка — река в Архангельской области России.

## Общие сведения
Протекает по территории Онежского района. Исток находится у подножья Шуйгоры (высота 337 м) кряжа Ветреный пояс. В нижнем течении пересекается линией Северной железной дороги. Впадает в Белое море на Поморском берегу. Длина реки — 95 км, площадь водосборного бассейна — 604 км². По данным наблюдений с 1950 по 1988 год среднегодовой расход воды в районе посёлка Малошуйка (13 км от устья) составляет 5,16 м³/с, наибольший (20,84 м³/с) приходится на май.
В XIX—XX веках в Малошуйке вёлся промысел речного жемчуга.

## Данные водного реестра
По данным государственного водного реестра России и геоинформационной системы водохозяйственного районирования территории РФ, подготовленной Федеральным агентством водных ресурсов:
- Бассейновый округ — Двинско-Печорский
- Речной бассейн — Онега
- Речной подбассейн — отсутствует
- Водохозяйственный участок — Реки бассейна Онежской губы от западной границы бассейна реки Унежмы до северо-восточной границы бассейна реки Золотицы без реки Онеги

## Бассейн

### Основные притоки
(расстояние от устья)
- 1,4 км — ручей Шундонец (лв)
- 82 км — река Порня (лв)

### Озёра
К бассейну Малошуйки относятся озёра:
- Соргозеро
- Лепсозеро
- Пурякозеро

## Топографические карты
- Лист карты P-37-I,II Малошуйка. Масштаб: 1 : 200 000. Указать дату выпуска/состояния местности.